# 130 км
130 км — разъезд в Топкинском районе Кемеровской области. Входит в состав Черемичкинского сельского поселения.

## География
Центральная часть населённого пункта находится на высоте 262 метров над уровнем моря. Расположен на линии Юрга-Таштагол.

## История
Населённый пункт появился при строительстве железной дороги. В селении жили семьи тех, кто обслуживал железнодорожную инфраструктуру разъезда. 

## Население
По данным Всероссийской переписи населения 2010 года, в разъезде 130 км проживает 47 человек (24 мужчины, 23 женщины).

## Инфраструктура
Путевое хозяйство Западно-Сибирской железной дороги. Действует железнодорожная платформа разъезд Нацмен.

## Транспорт
Автомобильный (в пешей доступности дорога 32К-101) и железнодорожный транспорт.